# Chariesthes grisescens
Chariesthes grisescens är en skalbaggsart som först beskrevs av Stefan von Breuning 1981.  Chariesthes grisescens ingår i släktet Chariesthes och familjen långhorningar.
Artens utbredningsområde är Kenya. Inga underarter finns listade i Catalogue of Life.